# Nils Fredrik Ehrenström
Nils Fredrik Ehrenström, född 20 februari 1756 i Helsingfors, död 24 november 1816 i Träslövs socken, var en svensk militär och riksdagsman. Han var bror till Johan Albrecht Ehrenström och i sitt andra gifte gift med Marianne Ehrenström.
Nils Fredrik Ehrenström var son till överstelöjtnanten och kommendanten på Vaxholms och Fredriksborgs fästningar Nils Albrecht Ehrenström. Han blev konstapel vid artilleriet 1768 och avlade artilleriofficersexamen 1771. Han kommenderades Jacob Magnus Sprengtportens expedition till Stockholm i samband med Gustav III:s statskupp. Kort därefter blev han konstituerad fänrik vid Åbo läns regemente, underlöjtnant vid artilleriet senare samma år och biträdde 1778–1783 vid den södra rekognoseringsförrättningen i Finland. 1782 befordrades Ehrenström till löjtnant. Han var ledamot av ridderskapet och adeln vid riksdagen 1786. Ehrenström blev 1788 tygkapten i Stockholm och samma år överadjutant hos generalfälttygmästaren Carl Gideon Sinclair och kallades senare under året att under generalfälttygmästarens sjukdom företräda honom i krigsberedningen. Ehrenström var den förste som vid utbrottet av Gustav III:s ryska krig marscherade fram till gränsen och hade hoppats att hans lojalitet skulle ge utdelning hos kungen. Men kungen var missnöjd med hans insatser och han blev endast 1792 befordrad till major och senare samma år till överstelöjtnant. Efter mordet på Gustav III då han förlorat sin gynnare valde han sedan han erhållit en obetydlig placering i Finland att begära avsked. Han återinträdde i tjänst 1797 som överstelöjtnant med uppgift att biträda vid artilleribefälet, befordrades till överste 1799 och till generalfälttygmästare 1800. Åren 1803–1812 var han kommendant i Göteborg och 1816 kommendant på Varbergs fästning.